# Gevry
Gevry est une commune française située dans le département du Jura, dans la région culturelle et historique de Franche-Comté et la région administrative Bourgogne-Franche-Comté.
Elle a été mentionnée sous différents noms : Geveriacum (785), Villa Givriacensis, Gèvre, Givry, Givry-sur-le-Doubs, Gevrey, Gevrey-sur-le-Doubs.

## Géographie

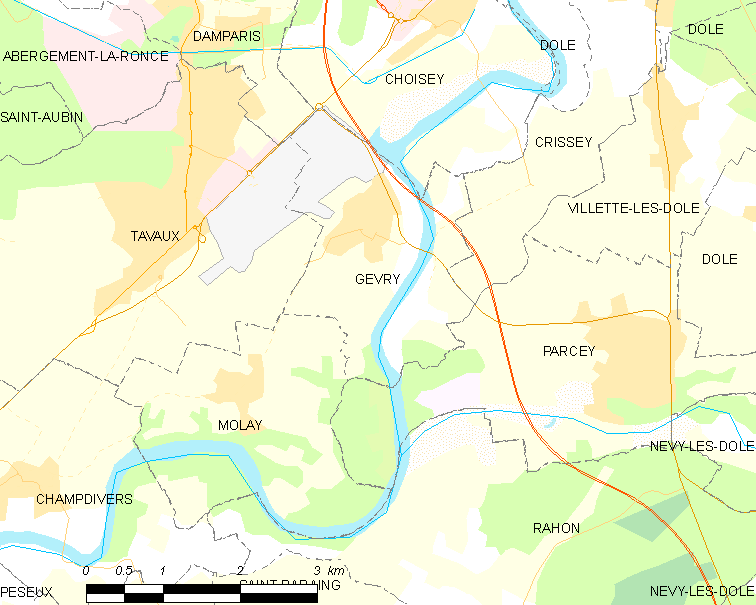
Situation de Gevry.

### Situation
Gevry se situe dans la plaine doloise, avant les premiers plateaux jurassiens.
La ville est située à environ 8 km au sud-ouest de Dole.
| Damparis | Choisey | Crissey |
| Tavaux   | Gevry   |         |
| Molay    |         | Parcey  |

### Hydrographie
La commune est traversée par le Doubs, en zone humide, avec deux plans d'eau et une  Réserve naturelle.

### Climat
Pour des articles plus généraux, voir Climat de la Bourgogne-Franche-Comté et Climat du département du Jura.
En 2010, le climat de la commune est de type climat des marges montargnardes, selon une étude du Centre national de la recherche scientifique s'appuyant sur une série de données couvrant la période 1971-2000. En 2020, Météo-France publie une typologie des climats de la France métropolitaine dans laquelle la commune est exposée à un climat semi-continental et est dans la région climatique  Bourgogne, vallée de la Saône, caractérisée par un bon ensoleillement (1 900 h/an), un été chaud (18,5 °C), un air sec au printemps et en été et des vents faibles. 
Pour la période 1971-2000, la température annuelle moyenne est de 10,8 °C, avec une amplitude thermique annuelle de 17,6 °C. Le cumul annuel moyen de précipitations est de 918 mm, avec 11,7 jours de précipitations en janvier et 8,3 jours en juillet. Pour la période 1991-2020, la température moyenne annuelle observée sur la station météorologique de Météo-France la plus proche, « Tavaux Sa », sur la commune de Tavaux à 2 km à vol d'oiseau, est de 11,7 °C et le cumul annuel moyen de précipitations est de 868,7 mm. 
La température maximale relevée sur cette station est de 40,1 °C, atteinte le 7 août 2003 ; la température minimale est de −18,2 °C, atteinte le 20 décembre 2009,,. 
Les paramètres climatiques de la commune ont été estimés pour le milieu du siècle (2041-2070) selon différents scénarios d'émission de gaz à effet de serre à partir des nouvelles projections climatiques de référence DRIAS-2020. Ils sont consultables sur un site dédié publié par Météo-France en novembre 2022.

## Urbanisme

### Typologie
Au 1er janvier 2024, Gevry est catégorisée bourg rural, selon la nouvelle grille communale de densité à sept niveaux définie par l'Insee en 2022.
Elle appartient à l'unité urbaine de Tavaux, une agglomération intra-départementale regroupant trois  communes, dont elle est une commune de la banlieue,,. Par ailleurs la commune fait partie de l'aire d'attraction de Dole, dont elle est une commune de la couronne,. Cette aire, qui regroupe 87 communes, est catégorisée dans les aires de 50 000 à moins de 200 000 habitants,.

### Occupation des sols
L'occupation des sols de la commune, telle qu'elle ressort de la base de données européenne d’occupation biophysique des sols Corine Land Cover (CLC), est marquée par l'importance des territoires agricoles (58,7 % en 2018), une proportion sensiblement équivalente à celle de 1990 (59,1 %). La répartition détaillée en 2018 est la suivante : 
terres arables (45 %), zones industrielles ou commerciales et réseaux de communication (16 %), prairies (13,7 %), zones urbanisées (11,8 %), eaux continentales (8,6 %), forêts (4,8 %), milieux à végétation arbustive et/ou herbacée (0,1 %). L'évolution de l’occupation des sols de la commune et de ses infrastructures peut être observée sur les différentes représentations cartographiques du territoire : la carte de Cassini (XVIIIe siècle), la carte d'état-major (1820-1866) et les cartes ou photos aériennes de l'IGN pour la période actuelle (1950 à aujourd'hui).

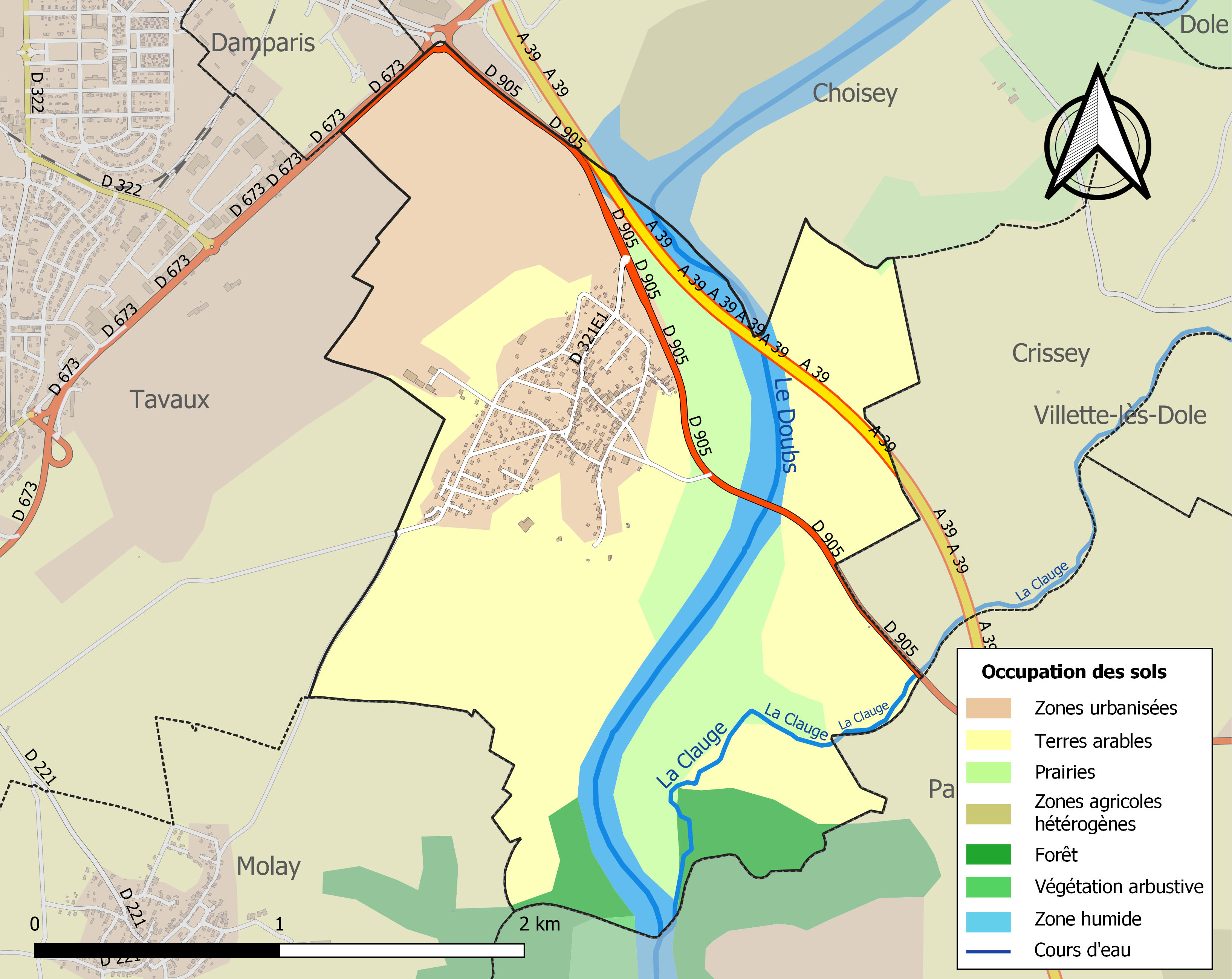
Carte des infrastructures et de l'occupation des sols de la commune en 2018 (CLC).

## Histoire
Jadis mentionné sous le nom de Geveriacum, en 785, Gevry (ou Givry) est une seigneurie démembrée de la châtellenie de Dole.
Les terres de Montbauzon, Gevry et Sampans furent cédées en 1341 par le duc Eudes IV de Bourgogne à sa belle-sœur Isabelle de France, (fille de Philippe V de France) pour mettre fin à des querelles d'apanage.
Isabelle de France épousa en 2e noces Jean III de Faucogney. Restés sans postérité, leur nièce Jeanne de Faucogney apporta en dot, lors de son mariage, le château de Gevry, à Henri De Longwy, chevalier, sire de Rahon, l'un des principaux officiers attachés à la cour de Marguerite, comtesse de Flandres et de Bourgogne.
Cette union resta aussi stérile, mais la seigneurie de Gevry resta dans la famille De Longwy (cf. Neublans > branche de Chaussin-Longwy), jusqu'en 1526. Date du mariage de Françoise de Longwy, fille de Jean de Longwy (Baron de Pagny et Seigneur de Gevry- ou Givry-sur-le-Doubs , c'est-à-dire notre Gevry) et de Jeanne d'Angoulême, avec Philippe Chabot.
Les terres de Pagny et de Gevry passent ensuite dans la famille de Lorraine, lors du mariage de Marguerite de Chabot (fille de Léonor Chabot), avec Charles 1er d'Elbeuf de Lorraine.
Le village est dévasté par les armées de Louis XI au XVe siècle et les protestants au XVIe. Le château fort, un des plus puissants de Franche-Comté, est détruit en 1636 lors du siège de Dole. Il n'est plus habitable en 1659. Le château est vendu pour matériaux en 1793.
Les pestes du XVIIe siècle ruinent à nouveau le village. Il ne restait plus que 12 maisons habités en 1659.

## Politique et administration

### Liste des maires
| Période   | Période  | Identité        | Étiquette | Qualité  |
| --------- | -------- | --------------- | --------- | -------- |
| mars 2001 | mai 2020 | Jacques Lombard | DVD       | Retraité |
| mai 2020  | En cours | Thomas Ryat     | LR        |          |

## Population et société

### Démographie
L'évolution du nombre d'habitants est connue à travers les recensements de la population effectués dans la commune depuis 1793. Pour les communes de moins de 10 000 habitants, une enquête de recensement portant sur toute la population est réalisée tous les cinq ans, les populations de référence des années intermédiaires étant quant à elles estimées par interpolation ou extrapolation. Pour la commune, le premier recensement exhaustif entrant dans le cadre du nouveau dispositif a été réalisé en 2004.

En 2022, la commune comptait 732 habitants, en évolution de +6,86 % par rapport à 2016 (Jura : −0,81 %, France hors Mayotte : +2,11 %).
| 1793 | 1800 | 1806 | 1821 | 1831 | 1836 | 1841 | 1846 | 1851 |
| ---- | ---- | ---- | ---- | ---- | ---- | ---- | ---- | ---- |
| 408  | 495  | 521  | 476  | 529  | 519  | 506  | 502  | 526  |

| 1856 | 1861 | 1866 | 1872 | 1876 | 1881 | 1886 | 1891 | 1896 |
| ---- | ---- | ---- | ---- | ---- | ---- | ---- | ---- | ---- |
| 451  | 463  | 474  | 446  | 449  | 435  | 428  | 375  | 381  |

| 1901 | 1906 | 1911 | 1921 | 1926 | 1931 | 1936 | 1946 | 1954 |
| ---- | ---- | ---- | ---- | ---- | ---- | ---- | ---- | ---- |
| 354  | 345  | 327  | 293  | 291  | 337  | 307  | 308  | 340  |

| 1962 | 1968 | 1975 | 1982 | 1990 | 1999 | 2004 | 2006 | 2009 |
| ---- | ---- | ---- | ---- | ---- | ---- | ---- | ---- | ---- |
| 365  | 417  | 498  | 628  | 595  | 626  | 629  | 632  | 642  |

| 2014 | 2019 | 2022 | - | - | - | - | - | - |
| ---- | ---- | ---- | - | - | - | - | - | - |
| 684  | 706  | 732  | - | - | - | - | - | - |

## Économie
- L'aéroport de Dole-Tavaux est en partie sur la commune.

## Culture locale et patrimoine

### Lieux et monuments
- La réserve naturelle de l'île du Girard (partagée avec les communes voisines de Molay, Parcey et Rahon).
- Le village compte de nombreux habitats anciens : maisons individuelles constituées de deux niveaux et fermes typiques (datant de l'époque gallo-romaine et médiévale) dont la plupart ont été entièrement rénovées.

### Personnalités liées à la commune
- Philippe Chabot, (Amiral de France) venait régulièrement dans son château de Gevry depuis Pagny.
- Gevry est lié à la seigneurie de Longwy-sur-le-Doubs. (seigneur de Longwy et de Givry). Plusieurs personnalités porte le nom de Givry dans leur titre : Claude de Longwy de Givry (Cardinal), Anne de Pérusse d'Escars de Givry (Cardinal)

### Héraldique
| Blason de Gevry | Blason  | Écartelé, le trait du coupé ondé : au 1er d'azur à un monoplan contourné en vol d'or, au 2e de sinople à une tour masurée d'argent, ouverte et ajouré du champ, maçonnée de sable, au 3e de sinople à une gerbe de blé d'or liée de gueules, au 4e d'azur à un héron cendré d'argent, becqué et membré d'or, accompagné en pointe d'un roseau à massette d'or. |
| Blason de Gevry | Détails | Le statut officiel du blason reste à déterminer. |